# Ballainvilliers
Ballainvilliers település Franciaországban, Essonne megyében. Lakosainak száma 4838 fő (2022. január 1.). Ballainvilliers Longjumeau, Longpont-sur-Orge, Villiers-sur-Orge, Épinay-sur-Orge, Saulx-les-Chartreux és La Ville-du-Bois községekkel határos.

## Népesség
A település népességének változása:
| Lakosok száma | 4000 | 4358 | 4581 | 4581 | 4575 | 4600 | 4666 | 4752 | 4838 |
|               | 2013 | 2015 | 2016 | 2017 | 2018 | 2019 | 2020 | 2021 | 2022 |